# پنجه‌پیدا
پنجه‌پیدا (نام علمی: Delonix) نام یک سرده از زیرخانواده ارغوانیان است.